# Vestalis amnicola
Vestalis amnicola är en trollsländeart som beskrevs av Maurits Anne Lieftinck 1965. Vestalis amnicola ingår i släktet Vestalis och familjen jungfrusländor. Inga underarter finns listade i Catalogue of Life.